# Shōgun (2024)
Shōgun (2024) is een Amerikaanse tiendelige miniserie gebaseerd op de gelijknamige roman uit 1975 van James Clavell. Het verhaal speelt zich af in het feodale Japan, ten tijde van het Tokugawa-shogunaat. Een Engelse zeeman komt in een web van intriges terecht tussen verschillende machtige krijgsheren, die strijden om de heerschappij van het land. Op 27 februari 2024 ging de televisieserie wereldwijd in première.
De historische roman werd eerder in 1980 als een vijfdelige miniserie uitgebracht met Richard Chamberlain en Toshiro Mifune in de hoofdrollen. In de 2024-versie nemen de acteurs Hiroyuki Sanada, Cosmo Jarvis en Anna Sawai de hoofdrollen op zich. Beide televisieseries werden hoog aangeprezen.

## Verhaal
In het jaar 1600 zit Japan op de rand van een burgeroorlog. Machtige leenheren - daimyō - dingen naar de hoogste machtstitel van Shōgun. De Engelse scheepsnavigator John Blackthorn lijdt schipbreuk aan de kust van het land en wordt gevangen genomen door de daimyō Heer Yoshii Toranaga. Hij is een van de vijf regenten die het land regeren, maar zijn positie wordt bedreigd. Toranaga erkent in Blackthorn een bondgenoot om Shōgun te worden. Toda Mariko, de dochter van een in ongenade gevallen samoerai, wordt hem aangewezen als tolk. Portugese katholieke geestelijken willen de protestante Engelsman uit de weg laten ruimen omdat ze in hem een bedreiging voor hun decennialange machtsinvloed in Japan zien.

## Rolverdeling
| Acteur             | Personage            | Afl. |
| ------------------ | -------------------- | ---- |
| Cosmo Jarvis       | John Blackthorne     | 10   |
| Anna Sawai         | Toda Mariko          | 10   |
| Tadanobu Asano     | Kashigi Yabushige    | 10   |
| Hiroyuki Sanada    | Heer Yoshii Toranaga | 9    |
| Takehiro Hira      | Ishido Kazunari      | 8    |
| Yuki Kura          | Yoshii Nagakado      | 8    |
| Hiroto Kanai       | Kashigi Omi          | 7    |
| Moeka Hoshi        | Usami Fuji           | 7    |
| Shinnosuke Abe     | Buntaro              | 7    |
| Hiromoto Ida       | Heer Kiyama          | 7    |
| Tommy Bastow       | Pater Martin Alvito  | 7    |
| Fumi Nikaido       | Ochiba No Kata       | 6    |
| Tokuma Nishioka    | Toda Hiromatsu       | 6    |
| Yasunari Takeshima | Muraji               | 6    |
| Takeshi Kurokawa   | Heer Ohno            | 6    |
| Yuka Kouri         | Kiku                 | 5    |

## Productie

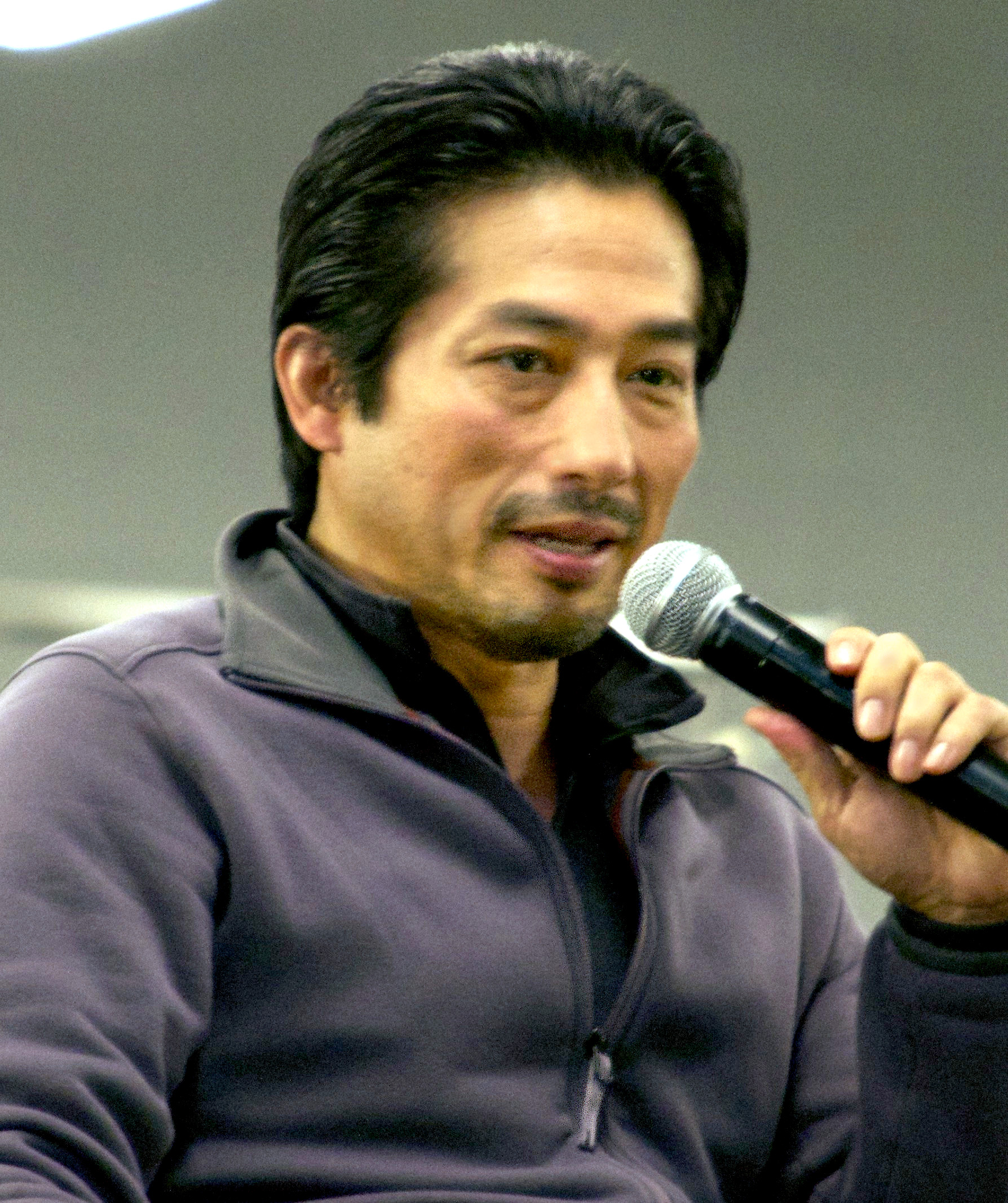
Hiroyuki Sanada (2013), co-producent en hoofdrolspeler van Heer Yoshii Toranaga

In augustus 2018 kondigde de Amerikaanse televisiezender FX aan om een nieuwe miniserie-adaptie te willen maken van James Clavell's roman Shōgun. De Japanse acteur Hiroyuki Sanada werd al vroeg gecast voor de rol van Heer Yoshii Toranaga en werd ook aangetrokken als producent. Hij pleitte vooral voor het belang van historische correctheid van het feodale Japan in de achtergrond van de serie. Van 22 september 2021 tot 30 juni 2022 werd er gefilmd in het Canadese Vancouver, het Verenigd Koninkrijk en Japan. Op 27 februari 2024 gingen de eerste twee afleveringen van Shōgun in première op FX en op de streamingdiensten Hulu (Verenigde Staten), Star+ (Latijns-Amerika) en Disney+ (de rest van de wereld). De andere acht afleveringen werden daarna wekelijks uitgezonden.

## Afleveringen
| Nr. | Titel                        | Regisseur             | Schrijver                   | Releasedatum     |
| --- | ---------------------------- | --------------------- | --------------------------- | ---------------- |
| 1   | "Anjin"                      | Jonathan van Tulleken | Rachel Kondo Justin Marks   | 27 februari 2024 |
| 2   | "Servants of Two Masters"    | Jonathan van Tulleken | Rachel Kondo Justin Marks   | 27 februari 2024 |
| 3   | "Tomorrow is Tomorrow"       | Charlotte Brändström  | Shannon Goss                | 5 maart 2024     |
| 4   | "The Eightfold Fence"        | Frederick Toye        | Emily Yoshida               | 12 maart 2024    |
| 5   | "Broken to the Fist"         | Frederick Toye        | Matt Lambert                | 19 maart 2024    |
| 6   | "Ladies of the Willow World" | Hiromi Kamata         | Maegan Houang               | 26 maart 2024    |
| 7   | "A Stick of Time"            | Takeshi Fukunaga      | Matt Lambert                | 2 april 2024     |
| 8   | "The Abyss of Life"          | Emmanuel Osei-Kuffour | Shannon Goss                | 9 april 2024     |
| 9   | "Crimson Sky"                |                       | Rachel Kondo Caillin Puente | 16 april 2024    |
| 10  | "A Dream of a Dream"         |                       | Maegan Houang Emily Yoshida | 23 april 2024    |

## Prijzen en nominaties
De belangrijkste:
| Jaar | Prijs         | Categorie                            | Genomineerde(n)  | Uitslag  |
| ---- | ------------- | ------------------------------------ | ---------------- | -------- |
| 2025 | Golden Globes | Beste dramaserie                     | Beste dramaserie | Gewonnen |
| 2025 | Golden Globes | Beste acteur in een dramaserie       | Hiroyuki Sanada  | Gewonnen |
| 2025 | Golden Globes | Beste actrice in een dramaserie      | Anna Sawai       | Gewonnen |
| 2025 | Golden Globes | Beste mannelijke bijrol op televisie | Tadanobu Asano   | Gewonnen |